# Toharu
Toharu és un cràter sobre la superfície del planeta nan Ceres, situat amb el sistema de coordenades planetocèntriques a -43.26 ° de latitud nord i 163.89 ° de longitud est. Fa un diàmetre de 86 km. El nom va ser fet oficial per la UAI el tres de juliol del 2015 i fa referència a Toharu, déu del menjar i la vegetació del la mitologia dels pawnee.